# たべモン
『たべモン』（Tabemon）は、2009年9月3日にバンダイナムコゲームス・ナムコレーベルより発売されたWii用ゲームソフト。

## 概要
俯瞰視点の2.5Dアクションゲームで、プレイヤーはペッパーかシュガーを操作して「かみさま」の指示によりステージを攻略していく。全8ワールドで、各ワールドは2ステージとボスステージで構成されている。
「くいしんぼーる」および「たべモン」に大きさのレベルがあり、「くいしんぼーる」は「たべモン」（野菜や果物に似ている）を食べることで大きくなっていき、レベルの大きな「たべモン」を食べることが出来るようになる。

## ストーリー
ハラペコ星は食いしん坊な「くいしんぼーる」達が住む平和な星だったが、謎のUFOで侵略してきたモンスター軍団「たべモン」により伝説のオーブを奪われてしまう。「くいしんぼーる」のペッパーとシュガーはオーブを取り戻すための冒険に旅立つ。

## 登場キャラクター
ペッパー
オレンジ色のドラゴンの姿をしたくいしんぼーる。ハラペコ星で一番の食いしん坊と言われている。
シュガー
ピンク色の犬のような姿をしたくいしんぼーる。ペッパー同様ハラペコ星で一番の食いしん坊。
神さま
ハラペコ星を司る、タマネギの姿をした神。ドン・タマネギーの元親友。彼と共にたべモンを研究・育成をしていたが、ドン・タマネギーが改造たべモンという変異体を研究していることを目撃。それから彼に失望し、研究所を飛び出した後にハラペコ星の神となった。
ドン・タマネギー
たべモンを扱ってハラペコ星を侵略しに来た本作の黒幕。タキシードを着たタマネギの姿をしている。実は神さまの元親友で、たべモンの研究と育成に勤しんでいたが、道を踏み外したのか、たべモンの改造までしてしまい、宇宙征服まで企むようになった。
たべモン
ドン・タマネギーが育てているモンスター軍団。それぞれ野菜や果物の姿をしている。

## 備考
マルハニチロ食品の冷凍食品とのタイアップ（商品のバーコードを送ると抽選でソフトが当たる）を行なっていた。